# Gul fetknopp

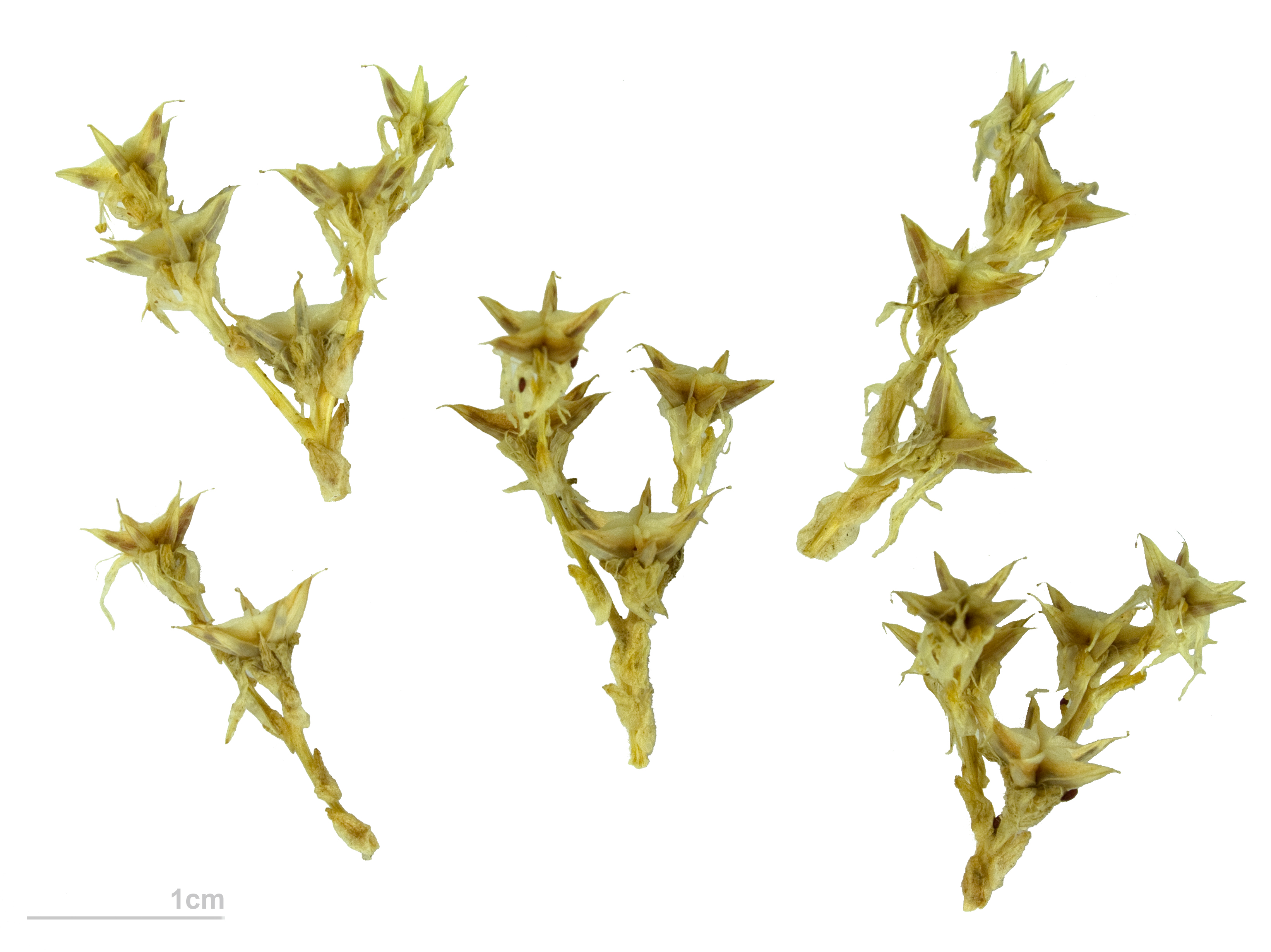
Sedum acre

Gul fetknopp, Sedum acre, är en flerårig ört i fetknoppssläktet, i familjen fetbladsväxter.

## Biologi
Artens plantor växer mycket tätt, nästan som en kudde. Stänglarna är starkt förgrenade, nedliggande och rotslående. Den växer dock uppåt i spetsarna. Stänglarna kan bli upp till 50 centimeter långa och den når en höjd av högst tolv centimeter.
Bladen är suckulenta, det vill säga de har vattenfyllda celler, något som gör dem tjocka och rundade. Bladen sitter strödda, delvis liggande ovanpå varandra, på stammen och är äggformade, med mycket rundad spets. De blir rödbruna på sensommaren. 
Blommorna är stjärnformade och vanligtvis gula. På Stora alvaret på Öland förekommer även en form med röda blommor. Blommorna sitter i täta blomställningar med tre till sex blommor i skottets spets. Frukterna är stjärnformade kapslar med många frön, som har hög grobarhet.
Rotnätet är ganska tunt och ytligt. 
Blad och stänglar har en skarp och bitter smak, som kommer av giftiga alkaloider. 

## Biotop
Gul fetknopp växer på torra solvarma platser. Detta inkluderar sandmarker, hedar och stenhällar.

## Bygdemål[3]
I Blekinge kallas fetknopp hallborre. Med hall menas här klippa, häll med syftning på växtplatsen.

## Bilder

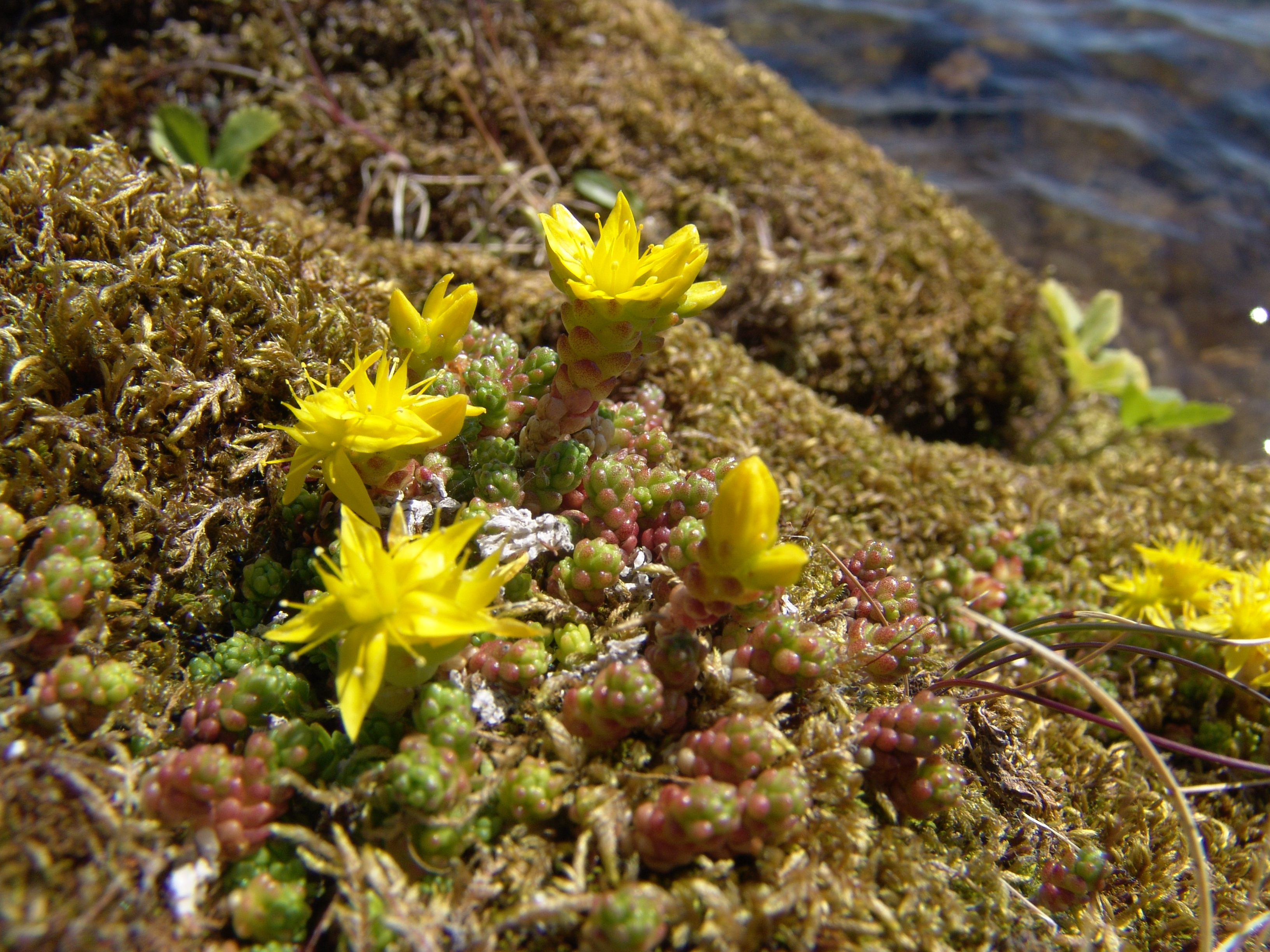
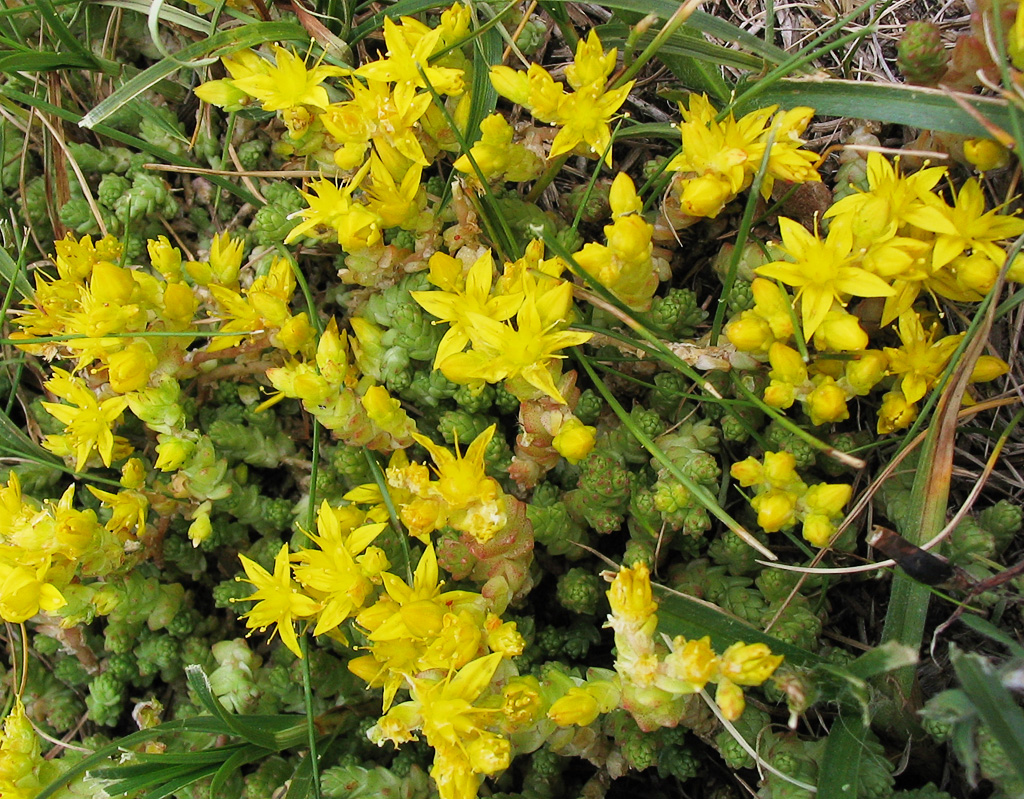
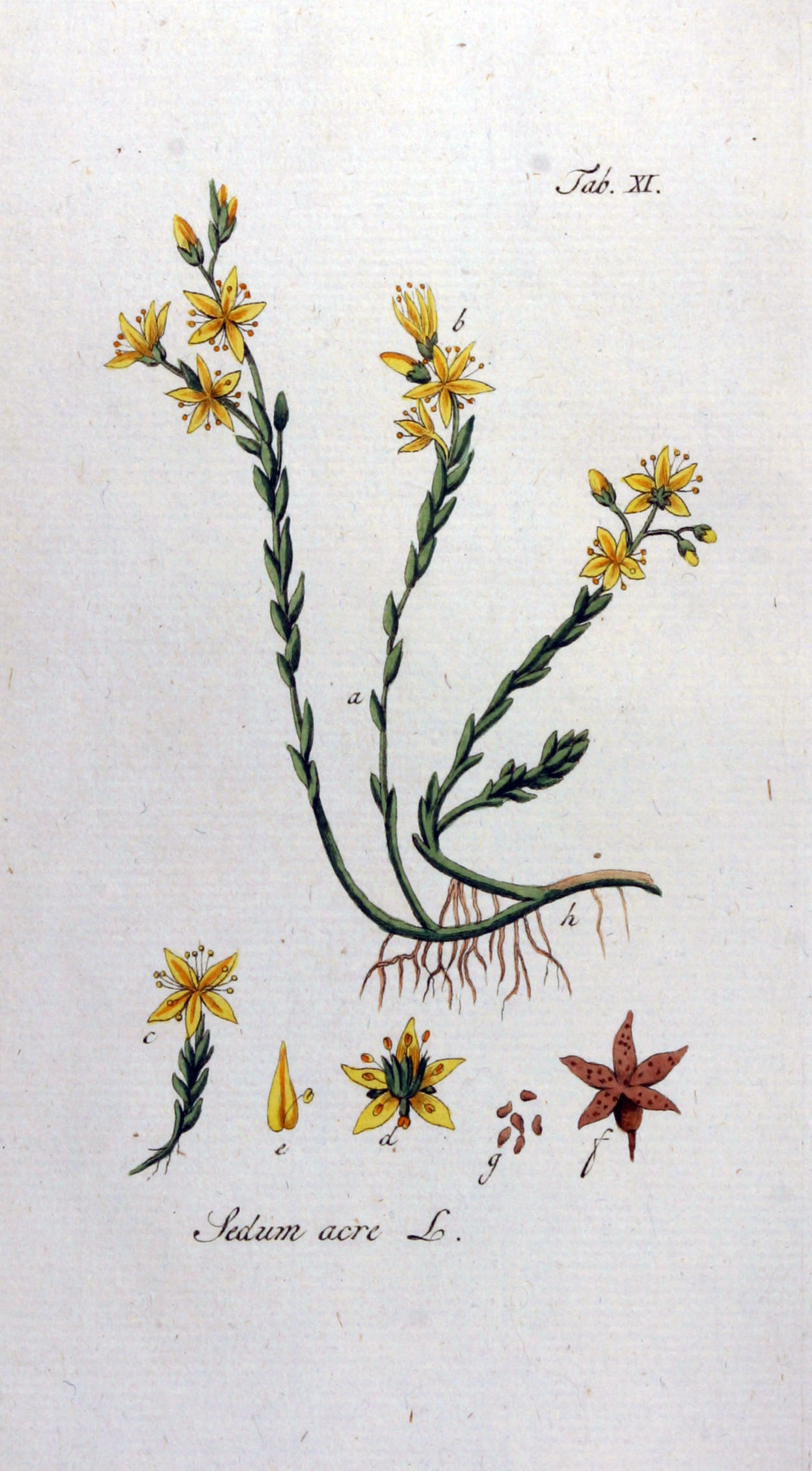
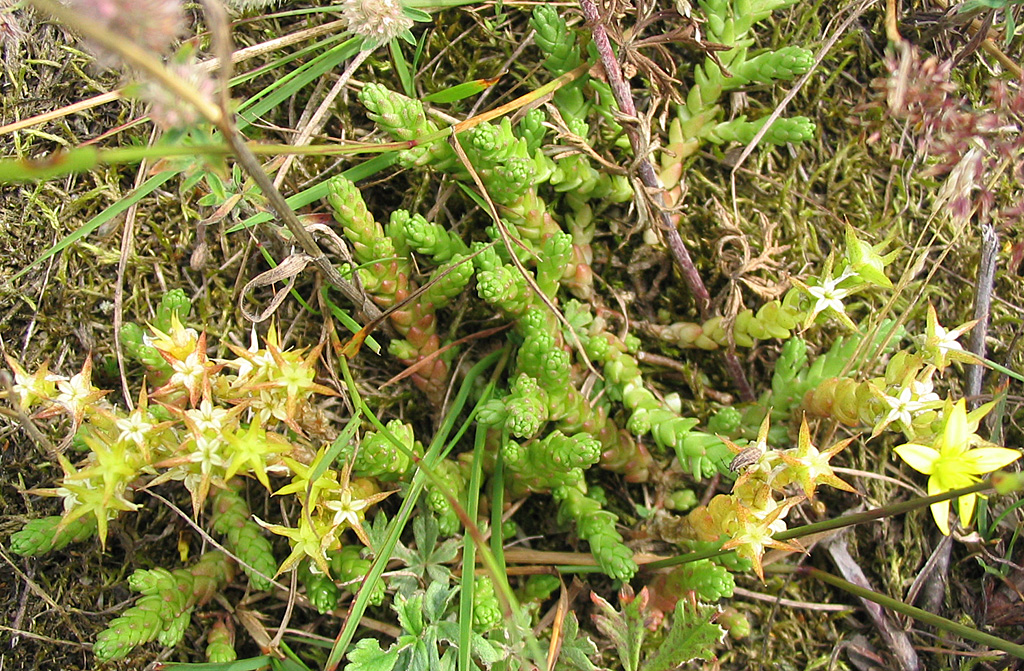
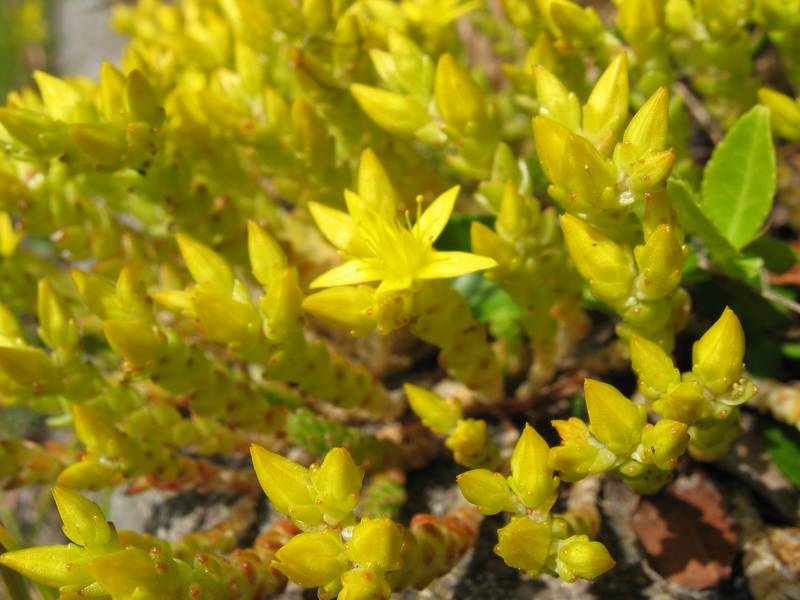